# ريكاردو بروسكو
ريكاردو بروسكو (بالإيطالية: Riccardo Brosco)‏ (3 فبراير 1991 بروما في إيطاليا - ) هو لاعب كرة قدم إيطالي في مركز قلب الدفاع. شارك مع منتخب إيطاليا تحت 16 سنة لكرة القدم ومنتخب إيطاليا تحت 17 سنة لكرة القدم ومنتخب إيطاليا تحت 18 سنة لكرة القدم ومنتخب إيطاليا تحت 19 سنة لكرة القدم ومنتخب إيطاليا تحت 20 سنة لكرة القدم ومنتخب إيطاليا لكرة القدم للدرجة الثانية ‏ ومنتخب إيطاليا تحت 21 سنة لكرة القدم. أما مع النوادي، فقد لعب مع نادي بيسكارا ونادي ترنانا ونادي تريستينا ولاتينا كالتشيو.

## روابط خارجية
- ريكاردو بروسكو على موقع إي إس بي إن إف سي (الإنجليزية)
- ريكاردو بروسكو على موقع قاعدة بيانات كرة القدم.إي يو (الإنجليزية)
- ريكاردو بروسكو على موقع عالم كرة القدم.نت (الإنجليزية)
- ريكاردو بروسكو على موقع AS.com (الإسبانية)